# Broscus uhagoni
Broscus uhagoni es una especie de escarabajo de la familia Carabidae.

## Distribución geográfica
Es endémico de las lagunas salobres del interior la península ibérica (España),. Descrito en Quero (Toledo), se conoce de la vecina Villacañas y del municipio ciudadrealeño de Alcázar de San Juan.